# مایکل نیس
مایکل نیس (انگلیسی: Michael Nees؛ زادهٔ ۲۳ ژوئیهٔ ۱۹۶۷) بازیکن فوتبال اهل آلمان است.
از باشگاه‌هایی که در آن بازی کرده‌است می‌توان به اشاره کرد.